# Pola (film)
Pour les articles homonymes, voir Pola.
Pour plus de détails, voir Fiche technique et Distribution.
Pola est un court métrage français réalisé par Mathias Walter, sorti en 2013.

## Synopsis
Enquête personnelle d'une fille étrange qui trouve une image la représentant. Un essai sur soi et la photographie.

## Fiche technique
- Titre original : Pola
- Réalisation : Mathias Walter
- Assistante à la réalisation : Laura Blasquez-Pachon
- Scénario :
- Montage :
- Son : Pierre-Hubert Perromat
- Musique : Pierre-Hubert Perromat
- Image : Mathias Walter
- Pays d'origine :  France
- Langue d'origine : français
- Genre : drame
- Format : couleur
- Durée : 15 minutes
- Date de sortie :  France - septembre 2013

## Distribution
- Louise De Fleury : Pola
- Emilie Devaux : la doublure de Pola
- Ariane Kah
- Dimitri Michelsen
- Roger Bellity
- Régis Couturier-Jasinski